# Chacaltianguis
Chacaltianguis è una municipalità dello stato di Veracruz, nel Messico centrale, il cui capoluogo è la località omonima.
Conta  12.494 abitanti (2015) e ha una estensione di 295,46 km². 	 		
Il nome della località in lingua nahuatl significa mercato dei gamberi di fiume.